# Give the People What They Want
Give the People What They Want es el decimoctavo álbum de la banda británica de rock The Kinks, lanzado a través de Arista Records en agosto de 1981 en Estados Unidos y en enero de 1982 en Europa. El álbum llegó al puesto #15 en las listas de ventas de Estados Unidos, colocando a la banda una vez más en el centro de atención gracias a canciones como "Around the Dial", la cual se convirtió en la nueva canción de apertura en sus recitales, "Destroyer" (la cual interpola "All Day and All of the Night" y otras canciones del grupo) y "Better Things".

## Lista de canciones
- Todas las canciones compuestas por Ray Davies.

1. "Around the Dial" – 4:45
2. "Give the People What They Want" – 3:45
3. "Killer's Eyes" – 4:40
4. "Predictable" – 3:31
5. "Add It Up" – 3:14
6. "Destroyer" – 3:47
7. "Yo-Yo" – 4:10
8. "Back to Front" – 3:15
9. "Art Lover" – 3:22
10. "A Little Bit of Abuse" – 3:45
11. "Better Things" – 2:59

## Personal
- Ray Davies - Guitarra, teclados, voz principal.
- Dave Davies - Guitarra, coros.
- Jim Rodford - Bajo.
- Mick Avory - Batería.
- Ian Gibbons - Teclados.